# Eckhard Gehrmann
Eckhard Gehrmann (* 2. Mai 1957 in Bad Homburg vor der Höhe) ist ein deutscher Maler, Zeichner und Lithograf.

## Leben
Von 1982 bis 1989 studierte Eckhard Gehrmann an der Staatlichen Hochschule für Bildende Künste – Städelschule in Frankfurt am Main bei Karl Bohrmann, Christian Kruck, Thomas Bayrle und Per Kirkeby. Er erhielt 1991 den 1. Preis der Internationalen Senefelder-Stiftung, Offenbach am Main, für seine großformatigen Lithographien. Er ist Vorstandsmitglied der internationalen Senefelderstiftung. Gehrmann lebt mit seiner Frau Liesa in Friedrichsdorf im Taunus.

## Werk
Seit 1990 zeigte Gehrmann sein malerisches, zeichnerisches und druckgraphisches Werk in Ausstellungen unter anderem im Museum Goch am Niederrhein, in der Pfalzgalerie Kaiserslautern, in der Marielies Hess-Stiftung im Hessischen Rundfunk, Frankfurt am Main, in der Kunst-Raum-Akademie der Diözese Rottenburg-Stuttgart, Hohenheim, in der Kommunalen Galerie im Leinwandhaus, Frankfurt am Main, in der Galerie Patio, Neu-Isenburg, bei Art Multiple, Düsseldorf, in der Galerie F.A.C. Prestel, Frankfurt am Main, bei der Kunsttreppe Frankfurt am Main, Galerie m50, Frankfurt am Main, im Landesbetrieb Hessen-Forst, Kassel, in der Galerie k9 aktuelle Kunst, Hannover, und im Haus der Stadtgeschichte in Offenbach (2020).

## Auszeichnungen
- 1991: 1. Preis der Internationalen Senefelder-Stiftung, Offenbach am Main
- 2021: Kunstpreis der Ilse-Hannes-Gesellschaft, Frankfurt am Main